# Adolfo Bartoli (litteraturhistoriker)
Adolfo Bartoli, född 19 november 1833, död 16 maj 1894, var en italiensk litteraturhistoriker.
Bartoli var från 1874 professor i litteraturhistoria i Florens. Han var en av den historiska skolans föregångsmän och utgav italienska klassiker. Hans största arbete är I due primi secoli della letteratura italiana (Den italienska litteraturens historia, sju volymer, 1878–1889).